# Robinson Merchán
Robinson Reinaldo Merchán Useche (Táchira, 28 de octubre de 1964) es un ex-ciclista profesional venezolano.
Compitió en la Vuelta a Venezuela, Vuelta al Táchira, Juegos Olímpicos, Juegos Panamericanos y otras competencias nacionales.

## Palmarés
1987
- 2.º en Clasificación Esprints Clásico RCN  Colombia
- 1.º en Clasificación Esprints Vuelta a Colombia  Colombia

1988
- 3.º en Clasificación General Final Vuelta Independencia Nacional  República Dominicana
- 2.º en Clasificación Esprints Clásico RCN  Colombia

1990
- 1.º en Clasificación General Final Tour de Guadalupe  Guadalupe
- 1.º en 3.ª etapa Vuelta al Táchira, Cúcuta  Venezuela
- 7.º en Clasificación General Final Tour of the Americas  Estados Unidos

1991
- 1.º en Juegos Panamericanos de 1991, Ruta, Habana  Cuba

1992
- 1.º en Clasificación General Final Vuelta al Estado Zulia  Venezuela
- 30° en Juegos Olímpicos de Barcelona 1992  España

1994
- 1.º en Clasificación General Final Vuelta Internacional al Estado Trujillo  Venezuela

1995
- 1.º en Clasificación General Final Vuelta al Estado Zulia  Venezuela

1998
- 1.º en Clasificación General Final Vuelta Independencia Nacional  República Dominicana
- 1.º en 6.ª etapa Vuelta al Táchira, Palmira  Venezuela
- 3.º en 12.ª etapa Vuelta al Táchira  Venezuela
- 3.º en Clasificación General Final Vuelta al Táchira  Venezuela

1999
1-Campeón del clásico ciclistico la cabaña.
- 2.º en Campeonato de Venezuela de Ciclismo en Ruta, Ruta, Elite  Venezuela
- 5.º en 3.ª etapa Vuelta a Venezuela, San Felipe  Venezuela
- 3.º en 12.ª etapa Vuelta a Venezuela, Carúpano  Venezuela
- 4.º en Clasificación General Final Vuelta a Venezuela  Venezuela

2000
- 3.º en 5.ª etapa Vuelta al Táchira  Venezuela
- 3.º en 7.ª etapa Vuelta al Táchira, La Grita  Venezuela
- 1.º en 9.ª etapa Vuelta a Cuba, Santa Clara  Cuba
- 3.º en Campeonato de Venezuela de Ciclismo en Ruta, Ruta, Elite  Venezuela
- 3.º en 1.ª etapa Vuelta a Venezuela, San Fernando  Venezuela
- 3.º en 5.ª etapa Vuelta a Venezuela, Los Teques  Venezuela
- 3.º en 11.ª etapa Vuelta a Venezuela, El Vigía  Venezuela
- 3.º en 13.ª etapa Vuelta a Venezuela, San Cristóbal  Venezuela
- 8.º en Clasificación General Final Vuelta a Venezuela  Venezuela

2001
- 3.º en 11.ª etapa Vuelta a Venezuela, Valencia  Venezuela

2002
- 1.º en Clásico Ciudad de Valencia, Valencia  Venezuela
- 2.º en 11.ª etapa Vuelta a Venezuela, Valera  Venezuela

## Equipos
- 1988  Desurca Cadafe
- 2001  Lotería del Táchira